# Kelvin Ofori
Kelvin Ofori (Kumasi, 27 luglio 2001) è un calciatore ghanese, attaccante dello Spartak Trnava.

## Carriera
Cresciuto nella Right to Dream Academy, il 6 agosto 2019 viene tesserato dal Fortuna Düsseldorf, con cui si lega fino al 2022; esordisce tra i professionisti il 10 agosto, nella partita di Coppa di Germania vinta per 1-3 contro il Villingen, in cui segna la seconda rete della sua squadra. L'11 agosto 2021 si trasferisce al Paderborn, con cui firma un biennale; il 3 febbraio 2023 passa allo Spartak Trnava, legandosi fino al 2025 con il club slovacco.
Nella stagione 2023-2024 ha segnato un gol nella fase a gironi della Conference League.

## Statistiche

### Presenze e reti nei club
Statistiche aggiornate al 7 ottobre 2023.
| Stagione                  | Squadra                   | Campionato                | Campionato | Campionato | Coppe nazionali | Coppe nazionali | Coppe nazionali | Coppe continentali | Coppe continentali | Coppe continentali | Altre coppe | Altre coppe | Altre coppe | Totale | Totale |
| Stagione                  | Squadra                   | Comp                      | Pres       | Reti       | Comp            | Pres            | Reti            | Comp               | Pres               | Reti               | Comp        | Pres        | Reti        | Pres   | Reti   |
| ------------------------- | ------------------------- | ------------------------- | ---------- | ---------- | --------------- | --------------- | --------------- | ------------------ | ------------------ | ------------------ | ----------- | ----------- | ----------- | ------ | ------ |
| 2019-2020                 | Fortuna Düsseldorf        | BL                        | 2          | 0          | CG              | 3               | 1               | -                  | -                  | -                  | -           | -           | -           | 5      | 1      |
| 2020-2021                 | Fortuna Düsseldorf        | ZL                        | 10         | 0          | CG              | 2               | 0               | -                  | -                  | -                  | -           | -           | -           | 12     | 0      |
| lug.-ago. 2021            | Fortuna Düsseldorf        | ZL                        | 0          | 0          | CG              | 1               | 0               | -                  | -                  | -                  | -           | -           | -           | 1      | 0      |
| Totale Fortuna Düsseldorf | Totale Fortuna Düsseldorf | Totale Fortuna Düsseldorf | 12         | 0          |                 | 6               | 1               |                    | -                  | -                  |             | -           | -           | 18     | 1      |
| ago. 2021-2022            | Paderborn                 | ZL                        | 10         | 1          | CG              | 0               | 0               | -                  | -                  | -                  | -           | -           | -           | 10     | 1      |
| 2022-feb. 2023            | Paderborn                 | ZL                        | 5          | 0          | CG              | 0               | 0               | -                  | -                  | -                  | -           | -           | -           | 5      | 0      |
| Totale Paderborn          | Totale Paderborn          | Totale Paderborn          | 15         | 1          |                 | 0               | 0               |                    | -                  | -                  |             | -           | -           | 15     | 1      |
| feb.-giu. 2023            | Spartak Trnava            | SL                        | 11         | 2          | CS              | 3               | 1               | UECL               | -                  | -                  | -           | -           | -           | 14     | 3      |
| 2023-2024                 | Spartak Trnava            | SL                        | 9          | 1          | CS              | 0               | 0               | UECL               | 8                  | 3                  | -           | -           | -           | 17     | 4      |
| Totale Spartak Trnava     | Totale Spartak Trnava     | Totale Spartak Trnava     | 20         | 3          |                 | 3               | 1               |                    | 8                  | 3                  |             | -           | -           | 31     | 7      |
| Totale carriera           | Totale carriera           | Totale carriera           | 47         | 4          |                 | 9               | 2               |                    | 8                  | 3                  |             | -           | -           | 64     | 9      |

## Palmarès

### Club

#### Competizioni nazionali
- Coppa di Slovacchia: 1

Spartak Trnava: 2024-2025